# Saint-Michel-de-Volangis
Saint-Michel-de-Volangis è un comune francese di 480 abitanti situato nel dipartimento del Cher, nella regione del Centro-Valle della Loira.

## Società

### Evoluzione demografica
Abitanti censiti